# Louis-Joseph Papineau

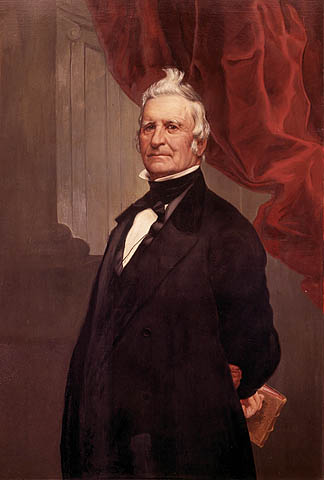
Louis-Joseph Papineau.

Louis-Joseph Papineau, född 7 oktober 1786 i Montréal, död 25 september 1871 i Montebello, var en kanadensisk politiker.
Papineau var av fransk-kanadensisk börd. Han blev 1810 advokat i Nedre Kanada och 1808 medlem av dess representation samt 1815 representationens talman. Som sådan var han en lidelsefull kämpe för den fransktalande befolkningen och drev en hänsynslös opposition mot de brittiska myndigheterna. Flera mot den engelsktalande befolkningen stridande lagar antogs. När den brittiska regeringen 1837 såg sig nödsakad att trots motståndet i Nedre Kanadas parlament genomföra vissa lagar, utbröt där uppror. Papineau kan betraktas som den egentlige tillskyndaren av detta men tog ingen mera betydande andel i upproret. Myndigheterna satte ett pris på hans huvud, och Papineau flydde till USA. 1847 återvände han till Kanada och var 1848-1854 på nytt medlem av parlamentet men återvann trots sin vältalighet aldrig sin gamla position.